# 藤井誠二
藤井 誠二（ふじい せいじ、1965年（昭和40年）7月3日 - ）は、愛知県出身の日本のノンフィクション作家。愛知淑徳大学非常勤講師。
彫刻家の藤井健仁は実弟。『中国的名言を四コマ漫画にしてみた』の著者である藤井誠二とは同姓同名の別人である。

## 来歴・人物
東海高校卒業。高校在学中から管理教育告発などさまざまな社会運動にかかわる。岩波書店『世界』に寄稿した記事をベースに、高校卒業時に管理教育批判の単行本を発表。以後、本格的にノンフィクションライターとして活動を始める。教育問題、少年による犯罪を中心に幅広く著作活動をしており、著書は単著・共著合わせて50冊以上に及ぶ。
また、TBSラジオ『BATTLE TALK RADIO アクセス』の火曜日のトークパーソナリティを務めた。他にも朝日放送『ムーブ!』木曜日、『キャスト』などにレギュラー出演。インターネット放送の『ニコ生ノンフィクション論』では2年以上にわたってコーディネイターも務めた。なお現在は、東海テレビの『みんなのニュースONE』（木曜日・月二回）にレギュラー出演中。

## 主義・主張
高校生の頃は新左翼的な思想を持っており、死刑存廃問題については廃止派であったが、現在は左翼的な言説に見切りをつけたと述べている。知る権利が左翼陣営や人権派から生まれてきた思想なのにもかかわらず、左翼陣営は少年犯罪に関して加害者の人権が大事だと主張する反面、被害者の知る権利を軽視してきたのは欺瞞ではないかと思うようになったという。被害者遺族の話を丹念に聞くようになってからはその思いが強くなったという。
厳罰化を「適正化」と呼んで肯定し、死刑を支持している。藤井は、『少年に奪われた人生―犯罪被害者遺族の闘い』のなかで「加害者がこの世にいないと思うだけで、前向きに生きる力がわいてくる」という遺族の言葉を私は聞いたことがある。被害者遺族にとっての「償い」が加害者の「死」であると言い換えることだってできるのだ。私（藤井）はそう考えている」「加害者の死は被害者遺族にとっては償いである」と主張している。

## 著書

### 単著
- 『先生、もう生きていけない! 少女たちは、なぜ死を思いとどまったか?』（三一書房 1988年）
- 『少年の街』（教育史料出版会 1992年）
- 『18歳未満『健全育成』計画 淫行条例と東京都「買春」処罰規定を制定した人々の野望』（現代人文社 1997年）
- 『暴力の学校　倒錯の街…福岡・近畿大附属女子高校殺人事件』（雲母書房 1998年）のち朝日文庫
- 『学校の先生には視えないこと』（ジャパンマシニスト社 1998年）
- 『17歳の殺人者』（ワニブックス 2000年）のち朝日文庫
- 『人を殺してみたかった…17歳の体験殺人!衝撃のルポルタージュ』（双葉社 2001年）のち双葉文庫
- 『殺人を予告した少年の日記…愛知県西尾市「ストーカー」殺人事件』（ワニブックス 2001年）
- 『教師失格』（筑摩書房 2001年）
- 『少年に奪われた人生･･･犯罪被害者遺族の闘い』（朝日新聞社 2002年）
- 『いつの日にかきっと 映画「夜を賭けて」に賭けた若者たち』（アートン 2002年）
- 『コリアンサッカーブルース』（アートン 2002）
- 『わが子を被害者にも加害者にもしない』（徳間書店 2003年）のち改題『子どもを被害者にも加害者にもしない』徳間文庫 2014年
- 『殺された側の論理…犯罪被害者遺族が望む「罰」と「権利」』（講談社 2007年）のち+α文庫
- 『学校は死に場所じゃない…マンガ「ライフ」で読み解くいじめのリアル』（ブックマン社 2007年）
- 『「悪いこと」したら、どうなるの?』（理論社 2008年）
- 『大学生からの「取材学」 他人とつながるコミュニケーション力の育て方』（講談社 2009年）のち徳間文庫
- 『三つ星人生ホルモン』（双葉社 2011年4月）
- 『アフター・ザ・クライム 犯罪被害者遺族が語る「事件後」のリアル』（講談社 2011年2月）
- 『一生に一度は喰いたいホルモン』（双葉社 2013年）
- 『「壁」を越えていく力』（講談社 2013年）
- 『体罰はなぜなくならないのか』（幻冬舎新書 2013年）
- 『「少年A」被害者遺族の慟哭』（小学館新書 2015年）
- 『ネット時代の「取材学」  真実を見抜き、他人とつながるコミュニケーション力の育て方』（IBCパブリッシング 2017年）
- 『沖縄アンダーグラウンド 売春街を生きた者たち』（講談社 2018年）のち集英社文庫
- 『加害者よ、死者のために真実を語れ 名古屋・漫画喫茶女性従業員はなぜ死んだのか』（潮出版社 2021年）

### 共編著
- 『オイこら!学校 高校生が書いた“愛知”の管理教育批判』（教育史料出版会、1984年）
- （あゆみ出版編集部）『ルポルタージュ これが初任者研修の実態だ!…「ものいわぬ教師」づくりへの道』（あゆみ出版、1988年）
- （宮台真司）『学校的日常を生きぬけ―死なず殺さず殺されず』（教育史料出版会,1998年）
- （宮台真司）『美しき少年の理由なき自殺』（メディアファクトリー、1999年）のち朝日文庫
- （宮台真司）『「脱社会化」と少年犯罪』（創出版、2001年）
- （宮崎哲弥）『少年の「罪と罰」論』（春秋社、2001年）のち講談社+α文庫
- （宮台真司・内藤朝雄）『学校が自由になる日』（雲母書房、2002年）
- （NHKスペシャル「少年犯罪」プロジェクト）『こころのブレーキがきかない 10代が考える「少年犯罪」』（日本放送出版協会、2004年）のちNHK出版
- （荒木経惟）『風光の済州島「漂流」』（アートン、2004年）
- 『少年犯罪被害者遺族』編著（中公新書ラクレ,2006年)
- （森達也）『死刑のある国ニッポン』（金曜日、2009）
- （本村洋・宮崎哲弥）『罪と罰』 （イースト・プレス、2009年）『光市母子殺害事件』と改題、文庫ぎんが堂、2012
- 『権力にダマされないための事件ニュースの見方』大谷昭宏共著　（河出書房新社 2011年9月）
- 『40歳からの人生を変える心の荷物を手放す技術』名越康文共著 牧野出版 2013
- 『「オネェ」がメディアにモテる理由(わけ) ぼくたちはなぜセックスを語るのか』中村うさぎ,伏見憲明,アロム奈美江,上川あや,針間克己, 松沢呉一,要友紀子,北原みのり,中沢明子,宋美玄,桃子,小宮亜里共著 春秋社, 2013
- 『沖縄オトナの社会見学R18』仲村清司,普久原朝充共著 亜紀書房, 2016
- 『肉の王国 沖縄で愉しむ肉グルメ』仲村清司, 普久原朝充共著 双葉社, 2017
- 『僕たちはなぜ取材するのか 極私的取材の世界』編著 皓星社 2017
- 『路上の熱量 REPORTAGE WORKS by Seiji Fujii』風媒社、2019